# Eva Amurri
Eva Maria Olivia Amurri (New York, 15 marzo 1985) è un'attrice statunitense.

## Biografia
È la figlia dell'attrice statunitense Susan Sarandon e del regista italiano Franco Amurri, a sua volta figlio del paroliere ed autore satirico Antonio Amurri (che le dedicò il libro Più di là che di qua); i suoi genitori si lasciarono dopo una breve relazione; l'attrice, inoltre, ha origini inglesi, irlandesi, gallesi ed italiane da parte di madre. Come la madre, Eva intraprese la carriera cinematografica ed esordì nel 1996 con Dead Man Walking - Condannato a morte (per la regia del patrigno Tim Robbins), che vide la madre conquistare il Premio Oscar alla miglior attrice protagonista. Ancora in duetto con la Sarandon recitò in Due amiche esplosive (2002) di Bob Dolman.
Dopo l'insuccesso di Made-Up, divenne famosa con Saved! (2004) di Brian Dannely, in cui ebbe la parte di un'affascinante ribelle ebrea di nome Cassandra. Ha avuto anche un cameo nella sitcom Friends. Nel 2007, ha preso parte al film The Education of Charlie Banks, scritto dal cantante dei Limp Bizkit, Fred Durst. Nel 2009 prende parte a dieci episodi della serie televisiva Californication, interpretando Jackie: nella serie si rende protagonista di uno striptease, premiato come la migliore scena di nudo dell'anno e del decennio. Nel 2010 recita come guest star al ventesimo episodio della sesta stagione di Dr. House - Medical Division

### Vita privata
Dal 29 ottobre 2011 al 2020 è stata sposata con l'ex calciatore Kyle Martino. I due, separatisi nel 2019, hanno finalizzato il divorzio l'anno seguente; hanno avuto tre figli.
A fine giugno 2024 si sposa con lo chef Ian Hock.

## Filmografia parziale

### Cinema
- Bob Roberts, regia di Tim Robbins (1992)
- Dead Man Walking - Condannato a morte (Dead Man Walking), regia di Tim Robbins (1995)
- La mia adorabile nemica (Anywhere But Here), regia di Wayne Wang (1999)
- Due amiche esplosive (The Banger Sisters), regia di Bob Dolman (2002)
- Saved!, regia di Brian Dannelly (2004)
- The Education of Charlie Banks, regia di Fred Durst (2007)
- Davanti agli occhi (The Life Before Her Eyes), regia di Vadim Perelman (2007)
- Middle of Nowhere, regia di John Stockwell (2008)
- Indovina perché ti odio (That's My Boy), regia di Sean Anders (2012)
- AmeriQua, regia di Marco Bellone e Giovanni Consonni (2013)
- Mothers and Daughters, regia di Paul Duddridge e Nigel Levy (2016)

### Televisione
- Californication – serie TV, 9 episodi (2009)
- How I Met Your Mother – serie TV, episodi 5x8-9x14 (2009; 2014)
- Dr. House - Medical Division (House, M.D.) – serie TV, episodio 6x20 (2010)
- Undateable – serie TV, 8 episodi (2014)
- Marilyn – La vita segreta (The Secret Life of Marilyn Monroe) – miniserie TV, puntate 1-2 (2015)
- Monarch - La musica è un affare di famiglia (Monarch) – serie TV (2022)

## Riconoscimenti
- Young Artist Award
  - 2003 – Miglior attrice giovane non protagonista per Due amiche esplosive

## Doppiatrici italiane
Nelle versioni in lingua italiana dei film da lei interpretati, Eva Amurri è stata doppiata da:
- Domitilla D'Amico in Due amiche esplosive, Davanti agli occhi, Indovina perché ti odio
- Valentina Mari in Dr. House - Medical Division
- Francesca Manicone in Undateable